# Real Tribunal de Justicia
El Tribunal Real de Justicia de Bután (en dzongkha:  དཔལ་ ལྡན་ འབྲུག་ པའི་ དྲང་ ཁྲིམས་ ལྷན་ སྡེ, pal-ldan 'Brug-pai Drang-khrims Lhan-sde ; Palden Drukpa Drangkhrim Lhende) es el órgano gubernamental con sede en Timbu, que supervisa el sistema judicial butanés, basado en el derecho inglés.
Los jueces superiores son nombrados por el Druk Gyalpo ("Rey Dragón"). 

## Codificación
La Constitución de 2008 enmarcó el procedimiento del Tribunal Real de Justicia. El Artículo 21 establece un sistema de nombramientos reales para el Tribunal Superior y el Tribunal Supremo, y fija el papel de cada nivel de la administración.
El Presidente del Tribunal Supremo, designado por el Rey, sirve por un período de cinco años y preside la Comisión Judicial Nacional, una agencia real. A su vez, el presidente del Tribunal Supremo participará en varias funciones extrajudiciales, incluido el Consejo de regencia; presidir sesiones conjuntas del Parlamento para los procedimientos de abdicación; y presidir los procedimientos de acusación política. 
Todos los jueces nombrados constitucionalmente, que no se desempeñen como presidente del Tribunal, duran diez años en el cargo. Sin embargo, existe un retiro obligatoria a la edad de 65 años para todos los jueces de la Suprema Corte.  El Presidente del Tribunal Supremo y los Drangpons del Tribunal Superior cumplen mandatos de diez años o hasta el retiro obligatorio a los 60 años.  Asimismo, ningún juez designado constitucionalmente puede ser reelegido en el cargo.

## Estructura
- Corte Suprema de Bután: tribunal de mayor rango del Reino, autoridad en la interpretación de las leyes.
- Tribunal Superior de Bután: jurisdicción de apelación y extraterritorial.
- Tribunales administrativos establecidos por el Parlamento.
- Tribunal de Dzongkhag - Tribunales de distrito (20).
- El Tribunal de Dungkhag - Tribunales de subdistrito (13 en total en 6 distritos).